# Alexander Theodor von Middendorff
Alexander Theodor von Middendorff, född 18 augusti 1815 i Sankt Petersburg, död 24 januari 1894 i Gut Hellenorm, Livland, var en rysk (balttysk) zoolog och forskningsresande.
Middendorf företog 1840 i sällskap med Karl Ernst von Baer en resa till Norra Ishavet och Lappland samt 1842-45 en forskningsresa till norra Sibirien, varunder han genom Tajmyrhalvön nådde Ochotska havets kust och Amurs övre lopp. Han blev ledamot av vetenskapsakademien i Sankt Petersburg 1845 och geheimeråd 1873.
Han skildrade Lapplands fågelvärld (1845 i elfte bandet av von Baers och Gregor von Helmersens "Beiträge zur Kenntniss des russischen Reichs") och utgav Reise in den äussersten Norden und Osten Sibiriens (fyra band, 1848-75) samt arbeten över Barabastäppen (1870) och Fergana (1881).